# 亮票
亮票，為投票過程中，將圈選後的選票亮示其他人的行為。
一般選民亮票是不合道德的行為，有涉嫌影響他人投票意願的可能，各國法律常明文禁止秘密投票時故意的亮票行為，例如中華民國（臺灣）具體制訂在《妨害投票罪》中。但亮票後的選票投入票匭後仍屬有效。

## 案例
在臺灣，另有稱作技術性亮票的行為，通過一些謊稱為「不小心」的行為來亮票以逃避法律責任（如攤開選票刻意吹氣），使選票亮出而達到目的。在立法院立法委員投票時常有所聞，甚至成為部分政黨黨團正式的命令，是一種以廢除黨職為要脅控制黨員的手段。但在地方議會中，民意代表亮票不屬於中央法令規範，需由議會頒布地方自治條例或是在議事規則內制定。